# Le Chat botté (roman)
 (novembre 2020).
Pour les articles homonymes, voir Le Chat botté (homonymie).
Le Chat botté est un roman de Patrick Rambaud paru en 2006.

## Résumé
En 1795, le muscadin Saint-Aubin fait lever les barricades sur les faubourgs de Paris et les Jacobins, hostiles à La Convention, sont arrêtés. Napoléon, 25 ans, est destitué du titre de général pour refus de combattre les chouans. Mme Permon, amie de sa mère, l'appelle « Le Chat Botté ». Il fait venir trente canons par le capitaine Murat et fait tirer sur les émeutiers. Le calme revient et Barras, député, le fait nommer général en second de l'artillerie de l'intérieur. La Convention s'éteint au bout de trois ans, le Directoire naît et nomme Napoléon à la tête de l'armée d'Italie. Saint-Aubin se suicide. Napoléon épouse Joséphine que Barras a rejetée. 